# Bolívar (Cauca)
Pour les articles homonymes, voir Bolívar.
Bolívar est une municipalité située dans le département de Cauca, en Colombie.